# Nur ein kleiner Gefallen
Nur ein kleiner Gefallen (Originaltitel: A Simple Favor) ist ein US-amerikanischer Spielfilm aus dem Jahr 2018 von Paul Feig mit Anna Kendrick, Blake Lively und Henry Golding in den Hauptrollen. Das Drehbuch von Jessica Sharzer basiert auf der Romanvorlage Nur ein kleiner Gefallen – A Simple Favor (2017) von Darcey Bell. In den USA kam der Film am 14. September 2018 in die Kinos, der deutsche Kinostart erfolgte am 8. November 2018. Der Film wurde mit Nur noch ein kleiner Gefallen (2025) fortgesetzt.

## Handlung
Die verwitwete Stephanie Smothers lebt als alleinerziehende Mutter mit ihrem Sohn Miles in dem fiktiven Ort Warfield in Connecticut. Sie veröffentlicht als mittelmäßig erfolgreiche Vloggerin Rezeptvideos, lebt aber hauptsächlich von der Lebensversicherung ihres verstorbenen Mannes. Aufgrund ihrer Hausfrauenrolle wird sie von den anderen Müttern an der Schule ihres Sohnes belächelt. Über Nicky, einen Schulfreund ihres Sohnes, lernt sie die PR-Spezialistin Emily kennen. Emily trinkt gern, flucht viel und zelebriert mit ihrem Mann Sean, der als Schriftsteller nie an den Erfolg seines einzigen Bestsellers anknüpfen konnte, einen extravaganten Lebensstil in einem luxuriösen Haus, der jedoch die Grenzen ihrer finanziellen Möglichkeiten bis auf das Äußerste strapaziert. An der Erziehung ihres Sohnes nimmt sie nur wenig Anteil. Obwohl sie kaum etwas gemeinsam haben, freunden sich die beiden an. Bei einem Drink erzählen sie sich von ihren Geheimnissen. Emily berichtet von einem Dreier mit ihrem Mann und einer anderen Frau, woraufhin Stephanie gesteht, vor Jahren einmal mit ihrem Halbbruder Chris intim gewesen zu sein. Es scheint sich eine echte Freundschaft anzubahnen und die Stimmung ist gut. Als Stephanie spontan einen Schnappschuss von Emily macht, reagiert diese überraschend unwirsch und verlangt unter Androhung juristischer Konsequenzen die sofortige Löschung. Stephanie kommt der Aufforderung etwas irritiert, aber ohne Widerspruch nach, und der Abend klingt harmonisch aus.
Eines Tages bittet Emily um den titelgebenden kleinen Gefallen und ersucht Stephanie, ihren Sohn Nicky von der Schule abzuholen und mit zu sich nach Hause zu nehmen, da sie es zeitlich nicht schaffe. Stephanie tut ihr diesen Gefallen und wartet am Abend vergeblich darauf, dass Emily ihren Sohn abholt, diese bleibt jedoch verschwunden. Auch ihr Mann Sean weiß nichts über ihren Verbleib. Auch er erwähnt, dass es von Emily keine Bilder gibt. Zusammen erstatten sie eine Vermisstenanzeige. Da Stephanie sich von der Polizei nicht ernst genommen fühlt, stellt sie eigene Nachforschungen an. Emilys Arbeitgeber Dennis Nylon interessiert sich nicht sehr für ihr Verschwinden, aber beim Durchsuchen ihres Büros findet Stephanie ein Foto ihrer Freundin und fängt an, Suchzettel mit dem Bild zu verteilen.
Sean und Stephanie kommen sich in den folgenden Tage näher, während sie sich gemeinsam um die Kinder kümmern. In ihren Vlogbeiträgen erzählt sie immer wieder von der Suche nach Emily. Durch den Hinweis einer Zuschauerin wird schließlich in einem See in Michigan eine Leiche gefunden, die Sean als seine Frau identifiziert. Es kommt zu einer ersten gemeinsamen Nacht von Stephanie und Sean. Ein Gespräch mit der Polizei enthüllt ihr kurz darauf, dass Sean kurz vor Emilys Verschwinden eine hohe Lebensversicherung auf sie abgeschlossen hat. Sean erklärt jedoch, dass seine Frau es war, die nach Stephanies Vorbild beschlossen habe, ebenfalls eine Lebensversicherung abzuschließen, um ihn, den sie aus ökonomischer Sicht nicht für selbständig überlebensfähig hielt, abzusichern.
Emilys Sohn Nicky behauptet eines Tages, seine Mutter am Schulzaun gesehen zu haben, und richtet Stephanie einen Gruß von ihr aus. Auf Nickys Nachttisch entdeckt Stephanie das selbstgebastelte Freundschaftsband, das sie Emily geschenkt hatte. Im Haus liegt zudem der unverkennbare Duft von Emilys Parfüm in der Luft. Sean gelingt es zunächst, Stephanies wachsende Zweifel zu zerstreuen und er bittet sie, dauerhaft bei ihm einzuziehen. Beim Einrichten des Hauses räumt Stephanie Emilys Kleidung aus dem Kleiderschrank – am nächsten Tag hängen die Sachen jedoch wieder an ihrem Platz. Schließlich überreicht ihr Nicky einen Umschlag mit einem alten Familienfoto von Stephanie, auf dem sie und ihr Halbbruder mit Filzstift eingekreist und mit dem beleidigenden Wort „Bruderficker“ beschriftet wurden – ein verletzender Hinweis auf ein lange gehütetes Geheimnis, das nur Emily kennen kann.
In einem Rückblick wird deutlich, dass Stephanies Ehemann Davis an der Vaterschaft von Miles gezweifelt hat und er und Chris bei einem möglicherweise absichtlich herbeigeführten Autounfall ums Leben kamen. Stephanie erzählte Emily von ihren Schuldgefühlen und der Einsamkeit. Die Suche nach weiteren Hinweisen auf Emily führt sie zu der Malerin Diana Hyland, die vor Jahren ein Aktbild von Emily angefertigt hat. Diese kannte Emily als Claudia, ihre Muse, mit der sie eine selbstzerstörerische Phase ihrer Malerei auslebte. Diana gibt Stephanie einen Tipp, der sie zu einem Ferienlager führt, wo sie in einem alten Jahrbuch entdeckt, dass Emily in Wirklichkeit Hope McLanden heißt und eine Zwillingsschwester namens Faith hat. Stephanie sucht die Mutter Margaret McLanden auf und kann in Erfahrung bringen, dass die Zwillinge als Kinder einen Flügel des weitläufigen Hauses in Brand steckten und danach verschwanden.
Bei einem weiteren Vlog erzählt Stephanie von ihrer Suche und es wird deutlich, dass Emily ihr dabei zusieht. Diese überrascht Sean in einem Cafe und klärt ihn über ihren Plan auf, mithilfe der Zahlung aus der Lebensversicherung ihre finanzielle Unabhängigkeit zu erlangen. Sie stellt ihn vor die Wahl, sich zwischen Stephanie und ihr zu entscheiden. Stephanie hat jedoch die Versicherungsgesellschaft darüber informiert, dass Emily eine Zwillingsschwester hat und die Leiche im See auch die Schwester sein könnte – was den Anspruch zunichtemachen würde. Sie trifft Emily auf dem Friedhof, wo sie sich gegenseitig mit ihren Geheimnissen unter Druck setzen. Emily erzählt von der gemeinsamen Jugend mit Faith und wie sie ihren herrschsüchtigen Vater verbrannten. Nach ihrer Trennung hörten sie jahrelang nichts voneinander, bis Faith schließlich ihre Schwester aufspürte. Diese ist völlig mittellos und befindet sich aufgrund einer Heroinabhängigkeit in einem Zustand der fortgeschrittenen körperlichen und seelischen Zerrüttung. Um ihre Situation zu verbessern, versucht sie, ihre Schwester um eine Million Dollar zu erpressen. Andernfalls würde sie sich an die Polizei wenden und die gemeinschaftliche Brandstiftung im Anwesen ihrer Eltern gestehen. Daraufhin wird sie von Emily im See ertränkt. Stephanie gegenüber behauptet Emily, ihre Schwester habe Selbstmord begangen.
Emily taucht wieder in der Öffentlichkeit auf und streut das Gerücht, dass Sean ihre Schwester getötet und sie angegriffen habe. Sie trifft Sean im gemeinsamen Haus, wo Stephanie auftaucht und beide mit einer Waffe bedroht. Stephanie versucht Emily zu einem Geständnis des Mordes an ihrer Schwester zu bewegen. Diese hatte das jedoch im Voraus geahnt und die versteckten Mikrofone zerstört. Emily schießt auf Sean und will auch Stephanie erschießen, die die ganze Szene jedoch durch eine als Blusenknopf getarnte Miniaturkamera per Livestream übertragen hat. Emily wird auf der Flucht von einem Auto angefahren und daraufhin verhaftet. Eine Credit-Szene zeigt sie im Gefängnis, wo sie gut zurechtzukommen scheint. Stephanies Vlog wird durch den Fall sehr erfolgreich.

## Synchronisation
Die deutsche Synchronisation übernahm die Berliner Cinephon Filmproduktions GmbH. Das Dialogbuch schrieb Pierre Peters-Arnolds, der auch Dialogregie führte.
| Rolle                 | Darsteller        | Synchronsprecher     |
| --------------------- | ----------------- | -------------------- |
| Stephanie Smothers    | Anna Kendrick     | Anne Helm            |
| Emily Nelson          | Blake Lively      | Kaya Marie Möller    |
| Sean Townsend         | Henry Golding     | Fabian Oscar Wien    |
| Darren                | Andrew Rannells   |                      |
| Diana Hyland          | Linda Cardellini  | Flavia Vinzens       |
| Dennis Nylon          | Rupert Friend     | Matthias Deutelmoser |
| Margaret McLanden     | Jean Smart        |                      |
| Nicky                 | Ian Ho            | Oskar Ehrhorn        |
| Davis                 | Eric Johnson      |                      |
| Mrs. Kerry            | Glenda Braganza   | Nadine Heidenreich   |
| Chris                 | Dustin Milligan   |                      |
| Maryanne Chelkowsky   | Sarah Baker       | Almut Zydra          |
| Detective Summerville | Bashir Salahuddin | Christoph Banken     |
| Stacy                 | Kelly McCormack   | Patrizia Carlucci    |
| Valerie               | Gia Sandhu        | Jelena Baack         |

## Produktion und Hintergrund
Die Dreharbeiten fanden ab 14. August 2017 in Toronto, Kanada statt. Produziert wurde der Film von Lionsgate, Feigco Entertainment und Bron Studios. Für das Kostümbild zeichnete Renee Ehrlich Kalfus verantwortlich, für das Szenenbild Jefferson Sage. Die Produktionskosten betrugen rund 20 Millionen USD.
Fortsetzung
Im Mai 2022 wurde die Arbeit an der Fortsetzung Nur ein kleiner Gefallen 2 bekannt, in der Anna Kendrick und Blake Lively erneut die Hauptrollen übernahmen. Der Film wurde im Frühjahr 2024 gedreht und wurde am 1. Mai 2025 auf Prime Video veröffentlicht.

## Rezeption
Laura-Sophie Stein befindet in der Programmzeitschrift TV Movie, der Film habe viele Drehungen und Wendungen, so dass erst am Schluss alles klar sei. Regisseur Paul Feig kritisiere das Bild der Mütter in der heutigen Gesellschaft, indem er zwei unterschiedliche gegenüberstelle: die perfekte Vorstadtmama und die knallharte Karrierefrau. Wegen der Geheimnisse beider bröckele die Fassade; Mütter seien nicht perfekt. Paul Feig verbinde besonders gut Klischees mit deren Gegenteil. Trotz aufregender und spannender Szenen sitze man nicht durchgehend mit Schaudern im Kinosessel. „Der Psychothriller wird durch schwarzen Humor aufgelockert und ist somit auch für Thrillerneulinge eine absolute Empfehlung.“
Patrick Dehnhardt meint in der Gießener Allgemeinen Zeitung, die Kriminalkomödie sei insbesondere dank der Hauptdarstellerin Anna Kendrick schön anzusehen. Allerdings habe das Drehbuch einige Schwächen.